# Athlétisme aux Jeux du Commonwealth de 1998
Pour un article plus général, voir Jeux du Commonwealth de 1998.
Navigation
Les compétitions d'athlétisme des Jeux du Commonwealth de 1998 se déroulent du 16 au 21 septembre 1998 aux Stade national Bukit Jalil de Kuala Lumpur, en Malaisie.

## Podiums

### Hommes
| 100 mètres | Ato Boldon (TRI) 9 s 88 CR                                                                         | Frankie Fredericks (NAM) 9 s 96                                                                          | Obadele Thompson (BAR) 10 s 00                                                                 |
| 200 mètres | Julian Golding (ENG) 20 s 18                                                                       | Christian Malcolm (WAL) 20 s 29                                                                          | John Regis (ENG) 20 s 40                                                                       |
| 400 mètres | Iwan Thomas (WAL) 44 s 52 CR                                                                       | Mark Richardson (ENG) 44 s 60                                                                            | Sugath Thilakaratne (SRI) 44 s 64                                                              |
| 800 mètres | Japheth Kimutai (KEN) 1 min 43 s 82                                                                | Hezekiél Sepeng (RSA) 1 min 44 s 44                                                                      | Johan Botha (RSA) 1 min 44 s 57                                                                |
| 1 500 mètres | Laban Rotich (KEN) 3 min 39 s 49                                                                   | John Mayock (ENG) 3 min 40 s 46                                                                          | Anthony Whiteman (ENG) 3 min 40 s 70                                                           |
| 5 000 mètres | Daniel Komen (KEN) 13 min 22 s 57                                                                  | Tom Nyariki (KEN) 13 min 28 s 09                                                                         | Richard Limo (KEN) 13 min 37 s 42                                                              |
| 10 000 mètres | Simon Maina (KEN) 28 min 10 s 00                                                                   | William Kalya (KEN) 29 min 01 s 68                                                                       | Steve Moneghetti (AUS) 29 min 02 s 76                                                          |
| 110 mètres haies | Tony Jarrett (ENG) 13 s 47                                                                         | Steve Brown (TRI) 13 s 48                                                                                | Shaun Bownes (RSA) 13 s 53                                                                     |
| 400 mètres haies | Dinsdale Morgan (JAM) 48 s 28                                                                      | Rohan Robinson (AUS) 48 s 99                                                                             | Kenneth Harnden (ZIM) 49 s 06                                                                  |
| 3 000 m steeple | John Kosgei (KEN) 8 min 15 s 34                                                                    | Bernard Barmasai (KEN) 8 min 15 s 37                                                                     | Kipkurui Misoi (KEN) 8 min 18 s 24                                                             |
| Marathon | Thabiso Moqhali (LES) 2 h 19 min 15 s                                                              | Simon Mrashani (TAN) 2 h 19 min 42 s                                                                     | Andea Geway Suja (TAN) 2 h 19 min 50 s                                                         |
| 20 kilomètres marche | Nick A'Hern (AUS) 1 h 24 min 59 s                                                                  | Arturo Huerta (CAN) 1 h 25 min 49 s                                                                      | Nathan Deakes (AUS) 1 h 26 min 06 s                                                            |
| 50 kilomètres marche | Govindasamy Saravanan (MAS) 4 h 10 min 05 s NR                                                     | Duane Cousins (AUS) 4 h 10 min 30 s                                                                      | Dominic McGrath (AUS) 4 h 12 min 52 s                                                          |
| 4 × 100 mètres | Angleterre Dwain Chambers Marlon Devonish Julian Golding Darren Campbell Jason Gardener 38 s 20 CR | Canada Brad McCuaig Glenroy Gilbert O'Brian Gibbons Trevino Betty 38 s 46                                | Australie Gavin Hunter Darryl Wohlsen Steve Brimacombe Matt Shirvington Rod Zuyderwick 38 s 69 |
| 4 × 400 mètres | Jamaïque Davian Clarke Greg Haughton Michael McDonald Roxbert Martin 2 min 59 s 03 CR              | Angleterre Mark Richardson Mark Hylton Mark Deacon Paul Slythe Sean Baldock Solomon Wariso 3 min 00 s 82 | Pays de Galles Iwan Thomas Jamie Baulch Matt Elias Paul Gray 3 min 01 s 86                     |
| Saut en hauteur | Dalton Grant (ENG) 2,31 m                                                                          | Benjamin Challenger (ENG) 2,28 m                                                                         | Timothy Forsyth (AUS) 2,28 m                                                                   |
| Saut à la perche | Riaan Botha (RSA) 5,60 m                                                                           | Paul Burgess (AUS) 5,50 m                                                                                | Kersley Gardenne (MRI) 5,35 m                                                                  |
| Saut en longueur | Peter Burge (AUS) 8,22 m                                                                           | Jai Taurima (AUS) 8,22 m                                                                                 | Wendell Williams (TRI) 7,95 m                                                                  |
| Triple saut | Onochie Achike (ENG) 17,10 m                                                                       | Andrew Owusu (GHA) 17,03 m                                                                               | Remmy Kimutai Limo (KEN) 16,89 m                                                               |
| Lancer du poids | Burger Lambrechts (RSA) 20,01 m                                                                    | Michalis Louca (CYP) 19,52 m                                                                             | Shaun Pickering (WAL) 19,33 m                                                                  |
| Lancer du disque | Robert Weir (ENG) 64,42 m                                                                          | Frantz Kruger (RSA) 63,93 m                                                                              | Jason Tunks (CAN) 62,22 m                                                                      |
| Lancer du marteau | Stuart Rendell (AUS) 74,71 m                                                                       | Michael Jones (ENG) 74,02 m                                                                              | Dewi Hemsley (WAL) 72,83 m                                                                     |
| Lancer du javelot | Marius Corbett (RSA) 88,75 m CR                                                                    | Steve Backley (ENG) 87,38 m                                                                              | Mick Hill (ENG) 83,80 m                                                                        |
| Décathlon | Jagan Hames (AUS) 8 490 points                                                                     | Scott Ferrier (AUS) 8 307 points                                                                         | Mike Smith (CAN) 8 143 points                                                                  |
| Records et Performances - AR : Record continental (area record) - CR : Record des championnats (championship record) - MR : Record du meeting (meet record) - NR : Record national (national record) - OR : Record olympique (olympic record) - PR : Record paralympique (paralympic record) - PB : Record personnel (personal best) - SB : Meilleure performance personnelle de la saison (season's best) - WL : Meilleure performance mondiale de l'année (world leader) - WJR : Record du monde junior (world junior record) - WR : Record du monde (world record) Circonstances et Conditions - DNF : N'a pas terminé (did not finish) - DNS : N'a pas pris le départ (did not start) - DQ : Disqualification (disqualification) - NM : Aucun essai valable enregistré (No Mark) - Q : Qualifié « directement » au prochain tour (ou à la prochaine compétition), lors d'une compétition majeure, grâce au classement ou à la réalisation des minima (automatic qualifier) - q : Qualifié au prochain tour (ou à la prochaine compétition), lors d'une compétition majeure, grâce au repêchage ou à la réalisation de l'une des meilleures performances parmi celles des « non qualifiés directement » (grâce au meilleur temps ou à la meilleure distance par exemple) (secondary qualifier) | | |                                                                                                |

### Femmes
| 100 mètres | Chandra Sturrup (BAH) 11 s 06                                                    | Philomena Mensah (CAN) 11 s 19                                                     | Tania Van-Heer (AUS) 11 s 29                                                     |
| 200 mètres | Nova Peris-Kneebone (AUS) 22 s 77                                                | Juliet Campbell (JAM) 22 s 79                                                      | Lauren Hewitt (AUS) 22 s 83                                                      |
| 400 mètres | Sandie Richards (JAM) 50 s 17 CR                                                 | Allison Curbishley (SCO) 50 s 71                                                   | Donna Fraser (ENG) 51 s 01                                                       |
| 800 mètres | Maria de Lurdes Mutola (MOZ) 1 min 57 s 60                                       | Tina Paulino (MOZ) 1 min 58 s 39                                                   | Diane Modahl (ENG) 1 min 58 s 81                                                 |
| 1 500 mètres | Jackline Maranga (KEN) 4 min 05 s 27 CR                                          | Kelly Holmes (ENG) 4 min 06 s 10                                                   | Julia Sakara (ZIM) 4 min 07 s 82 NR                                              |
| 5 000 mètres | Kate Anderson (AUS) 15 min 52 s 74                                               | Andrea Whitcombe (ENG) 15 min 56 s 85                                              | Samukeliso Moyo (ZIM) 15 min 57 s 57                                             |
| 10 000 mètres | Esther Wanjiru (KEN) 33 min 40 s 13                                              | Kylie Risk (AUS) 33 min 42 s 11                                                    | Clair Fearney (AUS) 33 min 52 s 13                                               |
| 100 mètres haies | Gillian Russell (JAM) 12 s 70 CR                                                 | Sriyani Kulawansha (SRI) 12 s 95                                                   | Katie Anderson (CAN) 13 s 04                                                     |
| 400 mètres haies | Andrea Blackett (BAR) 53 s 91                                                    | Gowry Retchakan-Hodge (ENG) 55 s 25                                                | Karlene Haughton (CAN) 55 s 53                                                   |
| Marathon | Heather Turland (AUS) 2 h 41 min 24 s                                            | Lisa Dick (AUS) 2 h 41 min 48 s                                                    | Elizabeth Mongudhi (NAM) 2 h 43 min 28 s                                         |
| 10 kilomètres marche | Jane Saville (AUS) 43 min 57 s CR                                                | Kerry Saxby-Junna (AUS) 44 min 27 s                                                | Lisa Kehler (ENG) 45 min 03 s                                                    |
| 4 × 100 mètres | Australie Tania van Heer Lauren Hewitt Nova Peris-Kneebone Sharon Cripps 43 s 39 | Jamaïque Donnette Brown Juliet Campbell Gillian Russell Brigitte Foster 43 s 49    | Angleterre Marcia Richardson Donna Fraser Simone Jacobs Joice Maduaka 43 s 69    |
| 4 × 400 mètres | Australie Susan Andrews Tamsyn Lewis Lee Naylor Tania van Heer 3 min 27 s 28     | Angleterre Michelle Thomas Michelle Pierre Victoria Day Donna Fraser 3 min 29 s 28 | Canada Karlene Haughton Diane Cummins LaDonna Antoine Foy Williams 3 min 29 s 97 |
| Saut en hauteur | Hestrie Storbeck (RSA) 1,91 m                                                    | Joanne Jennings (ENG) 1,91 m                                                       | Alison Inverarity (AUS) 1,88 m                                                   |
| Saut à la perche | Emma George (AUS) 4,20 m                                                         | Elmarie Gerryts (RSA) 4,15 m                                                       | Trista Bernier (CAN) 4,15 m                                                      |
| Saut en longueur | Joanne Wise (ENG) 6,63 m                                                         | Jacqueline Edwards (BAH) 6,59 m                                                    | Nicole Boegman (AUS) 6,58 m                                                      |
| Triple saut | Ashia Hansen (ENG) 14,32 m                                                       | Françoise Mbango (CMR) 13,95 m                                                     | Connie Henry (ENG) 13,94 m                                                       |
| Lancer du poids | Judy Oakes (ENG) 18,83 m                                                         | Myrtle Augee (ENG) 17,16 m                                                         | Johanna Abrahamse (RSA) 16,52 m                                                  |
| Lancer du disque | Beatrice Faumuina (NZL) 65,92 m CR                                               | Lisa Marie Vizaniari (AUS) 62,14 m                                                 | Alison Lever (AUS) 59,80 m                                                       |
| Lancer du marteau | Deborah Sosimenko (AUS) 66,56 m                                                  | Lorraine Shaw (ENG) 62,66 m                                                        | Caroline Wittrin (CAN) 61.67                                                     |
| Lancer du javelot | Louise McPaul (AUS) 66,96 m                                                      | Karen Martin (ENG) 57,82 m                                                         | Kirsty Morrison (ENG) 56,34 m                                                    |
| Heptathlon | Denise Lewis (ENG) 6 513 pts                                                     | Jane Jamieson (AUS) 6 354 pts                                                      | Joanne Henry (NZL) 6 096 pts                                                     |
| Records et Performances - AR : Record continental (area record) - CR : Record des championnats (championship record) - MR : Record du meeting (meet record) - NR : Record national (national record) - OR : Record olympique (olympic record) - PR : Record paralympique (paralympic record) - PB : Record personnel (personal best) - SB : Meilleure performance personnelle de la saison (season's best) - WL : Meilleure performance mondiale de l'année (world leader) - WJR : Record du monde junior (world junior record) - WR : Record du monde (world record) Circonstances et Conditions - DNF : N'a pas terminé (did not finish) - DNS : N'a pas pris le départ (did not start) - DQ : Disqualification (disqualification) - NM : Aucun essai valable enregistré (No Mark) - Q : Qualifié « directement » au prochain tour (ou à la prochaine compétition), lors d'une compétition majeure, grâce au classement ou à la réalisation des minima (automatic qualifier) - q : Qualifié au prochain tour (ou à la prochaine compétition), lors d'une compétition majeure, grâce au repêchage ou à la réalisation de l'une des meilleures performances parmi celles des « non qualifiés directement » (grâce au meilleur temps ou à la meilleure distance par exemple) (secondary qualifier) |                                                                                  |                                                                                    |                                                                                  |

## Résultats détaillés

### 100 m
| Rang | Pays              | Athlète          | Temps   |
| ---- | ----------------- | ---------------- | ------- |
| 1    | Trinité-et-Tobago | Ato Boldon       | 9 s 88  |
| 2    | Namibie           | Frank Fredericks | 9 s 96  |
| 3    | Barbade           | Obadele Thompson | 10 s 00 |
| 4    | Australie         | Matt Shirvington | 10 s 03 |
| 5    | Angleterre        | Darren Campbell  | 10 s 08 |
| 6    | Ghana             | Eric Nkansah     | 10 s 18 |
| 7    | Nouvelle-Zélande  | Chris Donaldson  | 10 s 19 |
| 8    | Angleterre        | Marlon Devonish  | 10 s 22 |

| Rang | Pays       | Athlète             | Temps   |
| ---- | ---------- | ------------------- | ------- |
| 1    | Bahamas    | Chandra Sturrup     | 11 s 06 |
| 2    | Canada     | Philomena Mensah    | 11 s 19 |
| 3    | Australie  | Tania Van Heer      | 11 s 29 |
| 4    | Australie  | Lauren Hewitt       | 11 s 37 |
| 5    | Ghana      | Vida Nsiah          | 11 s 39 |
| 6    | Australie  | Nova Peris-Kneebone | 11 s 41 |
| 7    | Angleterre | Joice Maduaka       | 11 s 50 |
| 8    | Cameroun   | Myriam Leonie Mani  | 11 s 63 |

### 200 m
| Rang | Pays             | Athlète              | Temps   |
| ---- | ---------------- | -------------------- | ------- |
| 1    | Angleterre       | Julian Golding       | 20 s 18 |
| 2    | Pays de Galles   | Christian Malcolm    | 20 s 29 |
| 3    | Angleterre       | John Regis           | 20 s 40 |
| 4    | Chypre           | Ánninos Markoullídis | 20 s 43 |
| 5    | Australie        | Darryl Wohlsen       | 20 s 48 |
| 6    | Australie        | Matt Shirvington     | 20 s 53 |
| 7    | Nouvelle-Zélande | Chris Donaldson      | 20 s 62 |
| 8    | Écosse           | Doug Walker          | 20 s 69 |

| Rang | Pays           | Athlète                  | Temps   |
| ---- | -------------- | ------------------------ | ------- |
| 1    | Australie      | Nova Peris-Kneebone      | 22 s 77 |
| 2    | Jamaïque       | Juliet Campbell          | 22 s 79 |
| 3    | Australie      | Lauren Hewitt            | 22 s 83 |
| 4    | Australie      | Melinda Gainsford-Taylor | 23 s 04 |
| 5    | Afrique du Sud | Heide Seyerling          | 23 s 07 |
| 6    | Ghana          | Vida Nsiah               | 23 s 17 |
| 7    | Canada         | Philomena Mensah         | 23 s 38 |
| 8    | Ghana          | Monica Twum-Owusu        | 23 s 73 |

### 400 m
| Rang | Pays           | Athlète             | Temps   |
| ---- | -------------- | ------------------- | ------- |
| 1    | Pays de Galles | Iwan Thomas         | 44 s 52 |
| 2    | Angleterre     | Mark Richardson     | 44 s 60 |
| 3    | Sri Lanka      | Sugath Thilakaratne | 44 s 64 |
| 4    | Pays de Galles | Jamie Baulch        | 45 s 30 |
| 5    | Afrique du Sud | Arnaud Malherbe     | 45 s 45 |
| 6    | Jamaïque       | Greg Haughton       | 45 s 49 |
| 7    | Jamaïque       | Davian Clarke       | 45 s 55 |
| 8    | Kenya          | Kennedy Ochieng     | 45 s 56 |

| Rang | Pays       | Athlète                 | Temps   |
| ---- | ---------- | ----------------------- | ------- |
| 1    | Jamaïque   | Sandie Richards         | 50 s 17 |
| 2    | Écosse     | Allison Curbishley      | 50 s 71 |
| 3    | Angleterre | Donna Fraser            | 51 s 01 |
| 4    | Sri Lanka  | Damayanthi Darsha       | 51 s 06 |
| 5    | Australie  | Lee Naylor              | 52 s 15 |
| 6    | Ghana      | Veronica Bawuah         | 52 s 70 |
| 7    | Barbade    | Melissa Straker         | 52 s 84 |
| 8    | Canada     | LaDonna Antoine-Watkins | 52 s 93 |

### 800 m
| Rang | Pays           | Athlète           | Temps         |
| ---- | -------------- | ----------------- | ------------- |
| 1    | Kenya          | Japheth Kimutai   | 1 min 43 s 82 |
| 2    | Afrique du Sud | Hezekiel Sepeng   | 1 min 44 s 44 |
| 3    | Afrique du Sud | Johan Botha       | 1 min 44 s 57 |
| 4    | Zimbabwe       | Savieri Ngidhi    | 1 min 45 s 18 |
| 5    | Angleterre     | Andy Hart         | 1 min 45 s 71 |
| 6    | Angleterre     | Brad Donkin       | 1 min 46 s 86 |
| 7    | Zimbabwe       | Crispen Mutakanyi | 1 min 46 s 97 |
| 8    | Kenya          | Kenneth Kimwetich | 1 min 48 s 13 |

| Rang | Pays       | Athlète           | Temps         |
| ---- | ---------- | ----------------- | ------------- |
| 1    | Mozambique | Maria Mutola      | 1 min 57 s 60 |
| 2    | Mozambique | Tina Paulino      | 1 min 58 s 39 |
| 3    | Angleterre | Diana Edwards     | 1 min 58 s 81 |
| 4    | Jamaïque   | Mardrea Hyman     | 1 min 59 s 71 |
| 5    | Zimbabwe   | Julia Sakara      | 2 min 00 s 60 |
| 6    | Australie  | Tamsyn Lewis      | 2 min 01 s 71 |
| 7    | Tanzanie   | Lwiza Msyani John | 2 min 01 s 90 |
| 8    | Kenya      | Gladys Wamuyu     | 2 min 02 s 74 |

### 1 500 m
| Rang | Pays             | Athlète            | Performance   |
| ---- | ---------------- | ------------------ | ------------- |
| 1    | Kenya            | Laban Rotich       | 3 min 39 s 49 |
| 2    | Angleterre       | John Mayock        | 3 min 40 s 46 |
| 3    | Angleterre       | Anthony Whiteman   | 3 min 40 s 70 |
| 4    | Kenya            | John Kibowen       | 3 min 42 s 71 |
| 5    | Angleterre       | Kevin McKay        | 3 min 43 s 22 |
| 6    | Nouvelle-Zélande | Hamish Christensen | 3 min 43 s 93 |
| 7    | Canada           | Steve Agar         | 3 min 44 s 17 |
| 8    | Bermudes         | Terrance Armstrong | 3 min 44 s 57 |

| Rang | Pays             | Athlète          | Temps         |
| ---- | ---------------- | ---------------- | ------------- |
| 1    | Kenya            | Jackline Maranga | 4 min 05 s 27 |
| 2    | Angleterre       | Kelly Holmes     | 4 min 06 s 10 |
| 3    | Zimbabwe         | Julia Sakara     | 4 min 07 s 82 |
| 4    | Kenya            | Naomi Mugo       | 4 min 07 s 95 |
| 5    | Canada           | Cindy O'Crane    | 4 min 08 s 88 |
| 6    | Irlande du Nord  | Amanda Crowe     | 4 min 10 s 68 |
| 7    | Canada           | Leah Pells       | 4 min 10 s 71 |
| 8    | Nouvelle-Zélande | Toni Hodgkinson  | 4 min 10 s 99 |

### 5 000 m
| Rang | Pays             | Athlète        | Temps          |
| ---- | ---------------- | -------------- | -------------- |
| 1    | Kenya            | Daniel Komen   | 13 min 22 s 57 |
| 2    | Kenya            | Thomas Nyariki | 13 min 28 s 09 |
| 3    | Kenya            | Richard Limo   | 13 min 37 s 42 |
| 4    | Angleterre       | Karl Keska     | 13 min 40 s 24 |
| 5    | Angleterre       | Keith Cullen   | 13 min 44 s 69 |
| 6    | Australie        | Lee Troop      | 13 min 56 s 32 |
| 7    | Angleterre       | Kris Bowditch  | 14 min 02 s 36 |
| 8    | Nouvelle-Zélande | Alan Bunce     | 14 min 02 s 98 |

| Rang | Pays       | Athlète            | Temps          |
| ---- | ---------- | ------------------ | -------------- |
| 1    | Australie  | Kate Anderson      | 15 min 52 s 74 |
| 2    | Angleterre | Andrea Whitcombe   | 15 min 56 s 85 |
| 3    | Zimbabwe   | Samukeliso Moyo    | 15 min 57 s 57 |
| 4    | Tanzanie   | Restituta Joseph   | 15 min 59 s 15 |
| 5    | Angleterre | Sarah Young        | 15 min 59 s 79 |
| 6    | Tanzanie   | Hawa Hamis Hussein | 16 min 01 s 20 |
| 7    | Australie  | Anne Cross         | 16 min 14 s 98 |
| -    | Canada     | Kathy Butler       | DNF            |

### 10 000 m
| Rang | Pays            | Athlète           | Performance    |
| ---- | --------------- | ----------------- | -------------- |
| 1    | Kenya           | Simon Maina Munyi | 28 min 10 s 00 |
| 2    | Kenya           | William Kalya     | 29 min 01 s 68 |
| 3    | Australie       | Steve Moneghetti  | 29 min 02 s 76 |
| 4    | Afrique du Sud  | Tsunaki Kalamore  | 29 min 05 s 80 |
| 5    | Irlande du Nord | Dermot Donnelly   | 29 min 05 s 96 |
| 6    | Zimbabwe        | Abel Chimukoko    | 29 min 10 s 53 |
| 7    | Australie       | Lee Troop         | 29 min 34 s 23 |
| 8    | Afrique du Sud  | Makhosonke Fika   | 29 min 46 s 41 |

| Rang | Pays           | Athlète         | Temps          |
| ---- | -------------- | --------------- | -------------- |
| 1    | Kenya          | Esther Wanjiru  | 33 min 40 s 13 |
| 2    | Australie      | Kylie Risk      | 33 min 42 s 11 |
| 3    | Australie      | Clair Fearnley  | 33 min 52 s 13 |
| 4    | Écosse         | Vikki McPherson | 34 min 05 s 11 |
| 5    | Kenya          | Margaret Okayo  | 34 min 27 s 39 |
| 6    | Angleterre     | Sarah Bentley   | 34 min 40 s 65 |
| 7    | Pays de Galles | Hayley Nash     | 35 min 20 s 14 |
| 8    | Angleterre     | Angie Joiner    | 35 min 22 s 80 |

### Marathon
| Rang | Pays           | Athlète            | Temps         |
| ---- | -------------- | ------------------ | ------------- |
| 1    | Lesotho        | Thabiso Moqhali    | 2 h 19 min 15 |
| 2    | Tanzanie       | Simon Bisiligitwa  | 2 h 19 min 42 |
| 3    | Tanzanie       | Andea Suja         | 2 h 19 min 50 |
| 4    | Angleterre     | Dave Taylor        | 2 h 20 min 30 |
| 5    | Afrique du Sud | Frank Pooe         | 2 h 21 min 12 |
| 6    | Kenya          | Julius Kimutai     | 2 h 21 min 57 |
| 7    | Australie      | Pat Carroll        | 2 h 22 min 14 |
| 8    | Lesotho        | Thabiso Ralekhetla | 2 h 22 min 47 |

| Rang | Pays             | Athlète            | Performance   |
| ---- | ---------------- | ------------------ | ------------- |
| 1    | Australie        | Heather Turland    | 2 h 41 min 24 |
| 2    | Australie        | Lisa Dick          | 2 h 41 min 48 |
| 3    | Namibie          | Elizabeth Mongudhi | 2 h 43 min 28 |
| 4    | Angleterre       | Gillian Horovitz   | 2 h 46 min 58 |
| 5    | Nouvelle-Zélande | Lee-Ann McPhillips | 2 h 49 min 36 |
| 6    | Angleterre       | Danielle Sanderson | 2 h 50 min 54 |
| 7    | Afrique du Sud   | Sarah Mahlangu     | 2 h 59 min 38 |
| 8    | Lesotho          | Nthamane Malepa    | 3 h 02 min 14 |

### 110 m haies/100 m haies
| Rang | Pays              | Athlète          | Temps   |
| ---- | ----------------- | ---------------- | ------- |
| 1    | Angleterre        | Tony Jarrett     | 13 s 47 |
| 2    | Trinité-et-Tobago | Steve Brown      | 13 s 48 |
| 3    | Afrique du Sud    | Shaun Bownes     | 13 s 53 |
| 4    | Pays de Galles    | Paul Gray        | 13 s 62 |
| 5    | Australie         | Kyle Vander-Kuyp | 13 s 67 |
| 6    | Angleterre        | Andy Tulloch     | 13 s 67 |
| 7    | Jamaïque          | Greg Hines       | 13 s 85 |
| 8    | Écosse            | Ross Baillie     | 13 s 85 |

| Rang | Pays           | Athlète           | Temps   |
| ---- | -------------- | ----------------- | ------- |
| 1    | Jamaïque       | Gillian Russell   | 12 s 70 |
| 2    | Sri Lanka      | Sriyani Kulawansa | 12 s 95 |
| 3    | Canada         | Keturah Anderson  | 13 s 04 |
| 4    | Canada         | Lesley Tashlin    | 13 s 11 |
| 5    | Jamaïque       | Brigitte Foster   | 13 s 19 |
| 6    | Angleterre     | Keri Maddox       | 13 s 30 |
| 7    | Australie      | Debbie Edwards    | 13 s 49 |
| -    | Afrique du Sud | Corien Botha      | DSQ     |

### 400 m haies
| Rang | Pays      | Athlète         | Temps   |
| ---- | --------- | --------------- | ------- |
| 1    | Jamaïque  | Dinsdale Morgan | 48 s 28 |
| 2    | Australie | Rohan Robinson  | 48 s 99 |
| 3    | Zimbabwe  | Ken Harnden     | 49 s 06 |
| 4    | Australie | Zid Abou Hamed  | 49 s 11 |
| 5    | Barbade   | Victor Houston  | 49 s 21 |
| 6    | Jamaïque  | Kemel Thompson  | 49 s 81 |
| 7    | Kenya     | Eric Keter      | 49 s 98 |
| 8    | Jamaïque  | Wayne Whyte     | 51 s 10 |

| Rang | Pays            | Athlète             | Temps   |
| ---- | --------------- | ------------------- | ------- |
| 1    | Barbade         | Andrea Blackett     | 53 s 91 |
| 2    | Angleterre      | Gowry Retchakan     | 55 s 25 |
| 3    | Canada          | Karlene Haughton    | 55 s 53 |
| 4    | Angleterre      | Keri Maddox         | 56 s 38 |
| 5    | Angleterre      | Natasha Danvers     | 56 s 39 |
| 6    | Irlande du Nord | Vicki Jamison       | 56 s 62 |
| 7    | Vanuatu         | Mary-Estelle Kapalu | 59 s 87 |

### 3 000 m steeple
| Rang | Pays           | Athlète              | Performance   |
| ---- | -------------- | -------------------- | ------------- |
| 1    | Kenya          | John Kosgei          | 8 min 15 s 34 |
| 2    | Kenya          | Bernard Barmasai     | 8 min 15 s 37 |
| 3    | Kenya          | Kipkirui Misoi       | 8 min 18 s 24 |
| 4    | Canada         | Joël Bourgeois       | 8 min 34 s 50 |
| 5    | Australie      | Chris Unthank        | 8 min 37 s 24 |
| 6    | Pays de Galles | Christian Stephenson | 8 min 42 s 95 |
| 7    | Angleterre     | Ben Whitby           | 8 min 44 s 24 |
| 8    | Angleterre     | Craig Wheeler        | 8 min 57 s 29 |

### 10/20 km marche
| Rang | Pays       | Athlète       | Temps         |
| ---- | ---------- | ------------- | ------------- |
| 1    | Australie  | Nick A'Hern   | 1 h 24 min 59 |
| 2    | Canada     | Arturo Huerta | 1 h 25 min 49 |
| 3    | Australie  | Nathan Deakes | 1 h 26 min 06 |
| 4    | Angleterre | Darrell Stone | 1 h 26 min 37 |
| 5    | Kenya      | David Rotich  | 1 h 26 min 57 |
| 6    | Malaisie   | Boon Lim Teoh | 1 h 27 min 47 |
| 7    | Écosse     | Martin Bell   | 1 h 29 min 20 |
| 8    | Kenya      | Julius Sawe   | 1 h 29 min 23 |

| Rang | Pays       | Athlète           | Temps     |
| ---- | ---------- | ----------------- | --------- |
| 1    | Australie  | Jane Saville      | 43 min 57 |
| 2    | Australie  | Kerry Saxby-Junna | 44 min 27 |
| 3    | Angleterre | Lisa Langford     | 45 min 03 |
| 4    | Canada     | Janice McCaffrey  | 46 min 36 |
| 5    | Malaisie   | Annastasia Raj    | 46 min 41 |
| 6    | Île de Man | Cal Partington    | 48 min 09 |
| 7    | Angleterre | Vicky Lupton      | 48 min 27 |
| 8    | Angleterre | Kim Braznell      | 51 min 15 |

### 50 km marche
| Rang | Pays       | Athlète                | Performance   |
| ---- | ---------- | ---------------------- | ------------- |
| 1    | Malaisie   | Govindaswamy Saravanan | 4 h 10 min 05 |
| 2    | Australie  | Duane Cousins          | 4 h 10 min 30 |
| 3    | Australie  | Dominic McGrath        | 4 h 12 min 52 |
| 4    | Angleterre | Steve Hollier          | 4 h 18 min 41 |
| 5    | Angleterre | Mark Easton            | 4 h 22 min 23 |
| 6    | Écosse     | Graham White           | 4 h 30 min 17 |
| 7    | Malaisie   | Kannian Pushparajan    | 4 h 31 min 22 |
| 8    | Angleterre | Chris Cheeseman        | 4 h 38 min 36 |

### Saut en hauteur
| Rang | Pays           | Athlète        | Hauteur |
| ---- | -------------- | -------------- | ------- |
| 1    | Angleterre     | Dalton Grant   | 2,31 m  |
| 2    | Angleterre     | Ben Challenger | 2,28 m  |
| 3    | Australie      | Tim Forsyth    | 2,28 m  |
| 4    | Maurice        | Khemraj Naiko  | 2,28 m  |
| 5    | Angleterre     | Brendan Reilly | 2,24 m  |
| 6    | Afrique du Sud | Gavin Lendis   | 2,24 m  |
| 7    | Malaisie       | Kum-zee Loo    | 2,20 m  |
| 8    | Canada         | Mike Ponikvar  | 2,20 m  |

| Rang | Pays           | Athlète           | Hauteur |
| ---- | -------------- | ----------------- | ------- |
| 1    | Afrique du Sud | Hestrie Cloete    | 1,91 m  |
| 2    | Angleterre     | Jo Jennings       | 1,91 m  |
| 3    | Australie      | Alison Inverarity | 1,88 m  |
| 4    | Australie      | Lisa Bruty        | 1,88 m  |
| 4    | Angleterre     | Michelle Dunkley  | 1,88 m  |
| 6    | Canada         | Nicole Forrester  | 1,85 m  |
| 7    | Angleterre     | Susan Jones       | 1,85 m  |
| 8    | Pays de Galles | Julie Crane       | 1,80 m  |

### Saut en longueur
| Rang | Pays              | Athlète            | Distance |
| ---- | ----------------- | ------------------ | -------- |
| 1    | Australie         | Peter Burge        | 8,22 m   |
| 2    | Australie         | Jai Taurima        | 8,22 m   |
| 3    | Trinité-et-Tobago | Wendell Williams   | 7,95 m   |
| 4    | Australie         | Shane Hair         | 7,82 m   |
| 5    | Ghana             | Mark Anthony Awere | 7,73 m   |
| 6    | Bahamas           | Chris Wright       | 7,70 m   |
| 7    | Angleterre        | Steve Phillips     | 7,64 m   |
| 8    | Angleterre        | Chris Davidson     | 7,62 m   |

| Rang | Pays             | Athlète               | Distance |
| ---- | ---------------- | --------------------- | -------- |
| 1    | Angleterre       | Joanne Wise           | 6,63 m   |
| 2    | Bahamas          | Jackie Edwards        | 6,59 m   |
| 3    | Australie        | Nicole Boegman        | 6,58 m   |
| 4    | Jamaïque         | Lacena Golding-Clarke | 6,57 m   |
| 5    | Angleterre       | Tracy Goddard         | 6,35 m   |
| 6    | Nouvelle-Zélande | Chantal Brunner       | 6,35 m   |
| 7    | Nouvelle-Zélande | Frith Maunder         | 6,20 m   |
| 8    | Canada           | Alice Falaiye         | 6,13 m   |

### Triple saut
| Rang | Pays       | Athlète               | Distance |
| ---- | ---------- | --------------------- | -------- |
| 1    | Angleterre | Larry Achike          | 17,10 m  |
| 2    | Ghana      | Andrew Owusu          | 17,03 m  |
| 3    | Kenya      | Remmy Limo            | 16,89 m  |
| 4    | Angleterre | Julian Golley         | 16,83 m  |
| 5    | Zimbabwe   | Ndabazinhle Mdhlongwa | 16,51 m  |
| 6    | Botswana   | Gable Garenamotse     | 16,05 m  |
| 7    | Angleterre | Femi Akinsanya        | 16,02 m  |
| 8    | Malaisie   | Mohammed Zaki Sadri   | 15,94 m  |

| Rang | Pays              | Athlète                | Distance |
| ---- | ----------------- | ---------------------- | -------- |
| 1    | Angleterre        | Ashia Hansen           | 14,32 m  |
| 2    | Cameroun          | Françoise Mbango Etone | 13,95 m  |
| 3    | Angleterre        | Connie Henry           | 13,94 m  |
| 4    | Trinité-et-Tobago | Natasha Gibson         | 13,78 m  |
| 5    | Angleterre        | Michelle Griffith      | 13,77 m  |
| 6    | Canada            | Michelle Hastick       | 13,64 m  |

### Saut à la perche
| Rang | Pays             | Athlète            | Hauteur |
| ---- | ---------------- | ------------------ | ------- |
| 1    | Afrique du Sud   | Riaan Botha        | 5,60 m  |
| 2    | Australie        | Paul Burgess       | 5,50 m  |
| 3    | Maurice          | Kersley Gardenne   | 5,35 m  |
| 4    | Angleterre       | Matt Belsham       | 5,25 m  |
| 5    | Angleterre       | Kevin Hughes       | 5,15 m  |
| 6    | Canada           | Marcus Popp        | 5,05 m  |
| 7    | Irlande du Nord  | Neil Young         | 4,80 m  |
| 8    | Nouvelle-Zélande | Denis Petushinskiy | DSQ     |

| Rang | Pays             | Athlète         | Hauteur |
| ---- | ---------------- | --------------- | ------- |
| 1    | Australie        | Emma George     | 4,20 m  |
| 2    | Afrique du Sud   | Elmarie Gerryts | 4,15 m  |
| 3    | Canada           | Trista Bernier  | 4,15 m  |
| 4    | Angleterre       | Janine Whitlock | 4,10 m  |
| 5    | Australie        | Rachel Dacy     | 4,00 m  |
| 6    | Nouvelle-Zélande | Jenny Dryburgh  | 3,90 m  |
| 7    | Australie        | Tracey Shepherd | 3,90 m  |
| 7    | Nouvelle-Zélande | Cass Kelly      | 3,90 m  |
| 7    | Nouvelle-Zélande | Melina Hamilton | 3,90 m  |

### Lancer du javelot
| Rang | Pays             | Athlète        | Distance |
| ---- | ---------------- | -------------- | -------- |
| 1    | Afrique du Sud   | Marius Corbett | 88,75 m  |
| 2    | Angleterre       | Steve Backley  | 87,38 m  |
| 3    | Angleterre       | Mick Hill      | 83,80 m  |
| 4    | Angleterre       | Mark Roberson  | 80,98 m  |
| 5    | Australie        | Andrew Currey  | 80,05 m  |
| 6    | Nouvelle-Zélande | Diggory Brooke | 75,55 m  |
| 7    | Fidji            | James Goulding | 73,68 m  |
| 8    | Pays de Galles   | Nigel Bevan    | 73,06 m  |

| Rang | Pays       | Athlète         | Distance |
| ---- | ---------- | --------------- | -------- |
| 1    | Australie  | Louise McPaul   | 66,96 m  |
| 2    | Angleterre | Karen Martin    | 57,82 m  |
| 3    | Angleterre | Kirsty Morrison | 56,34 m  |
| 4    | Écosse     | Lorna Jackson   | 52,97 m  |
| 5    | Angleterre | Shelley Holroyd | 50,64 m  |
| 6    | Samoa      | Iloai Suaniu    | 43,51 m  |
| 7    | Seychelles | Lindy Leveaux   | 42,94 m  |

### Lancer du disque
| Rang | Pays             | Athlète         | Distance |
| ---- | ---------------- | --------------- | -------- |
| 1    | Angleterre       | Robert Weir     | 64,42 m  |
| 2    | Afrique du Sud   | Frantz Kruger   | 63,93 m  |
| 3    | Canada           | Jason Tunks     | 62,22 m  |
| 4    | Angleterre       | Glen Smith      | 60,49 m  |
| 5    | Nouvelle-Zélande | Ian Winchester  | 60,06 m  |
| 6    | Afrique du Sud   | Frits Potgieter | 59,01 m  |
| 7    | Pays de Galles   | Lee Newman      | 56,28 m  |
| 8    | Angleterre       | Perriss Wilkins | 55,39 m  |

| Rang | Pays             | Athlète              | Distance |
| ---- | ---------------- | -------------------- | -------- |
| 1    | Nouvelle-Zélande | Beatrice Faumuina    | 65,92 m  |
| 2    | Australie        | Lisa-Marie Vizaniari | 62,14 m  |
| 3    | Australie        | Alison Lever         | 59,80 m  |
| 4    | Angleterre       | Shelley Newman       | 56,13 m  |
| 5    | Irlande du Nord  | Jackie McKernan      | 55,16 m  |
| 6    | Pays de Galles   | Philippa Roles       | 54,10 m  |
| 7    | Angleterre       | Emma Merry           | 52,32 m  |
| 8    | Angleterre       | Tracy Axten          | 51,58 m  |

### Lancer du poids
| Rang | Pays             | Athlète           | Distance |
| ---- | ---------------- | ----------------- | -------- |
| 1    | Afrique du Sud   | Burger Lambrechts | 20,01 m  |
| 2    | Chypre           | Mihalis Louka     | 19,52 m  |
| 3    | Pays de Galles   | Shaun Pickering   | 19,33 m  |
| 4    | Australie        | Clay Cross        | 19,16 m  |
| 5    | Afrique du Sud   | Janus Robberts    | 19,15 m  |
| 6    | Australie        | Aaron Neighbour   | 18,77 m  |
| 7    | Australie        | Justin Anlezark   | 18,44 m  |
| 8    | Nouvelle-Zélande | Ian Winchester    | 18,35 m  |

| Rang | Pays             | Athlète             | Distance |
| ---- | ---------------- | ------------------- | -------- |
| 1    | Angleterre       | Judy Oakes          | 18,83 m  |
| 2    | Angleterre       | Myrtle Augee        | 17,16 m  |
| 3    | Afrique du Sud   | Veronica Abrahamse  | 16,52 m  |
| 4    | Nouvelle-Zélande | Beatrice Faumuina   | 16,41 m  |
| 5    | Nouvelle-Zélande | Tania Lutton-Senior | 16,03 m  |
| 6    | Australie        | Helen Toussis       | 15,65 m  |
| 7    | Angleterre       | Maggie Lynes        | 15,18 m  |
| 8    | Jamaïque         | Natalia Brown       | 12,45 m  |

### Lancer du marteau
| Rang | Pays             | Athlète        | Distance |
| ---- | ---------------- | -------------- | -------- |
| 1    | Australie        | Stuart Rendell | 74,71 m  |
| 2    | Angleterre       | Mick Jones     | 74,02 m  |
| 3    | Afrique du Sud   | Chris Harmse   | 72,83 m  |
| 4    | Angleterre       | Paul Head      | 70,36 m  |
| 5    | Angleterre       | Dave Smith     | 69,77 m  |
| 6    | Nouvelle-Zélande | Phillip Jensen | 69,63 m  |
| 7    | Canada           | John Stoikos   | 65,07 m  |
| 8    | Écosse           | Steve Whyte    | 61,57 m  |

| Rang | Pays       | Athlète                | Distance |
| ---- | ---------- | ---------------------- | -------- |
| 1    | Australie  | Debbie Sosimenko       | 66,56 m  |
| 2    | Angleterre | Lorraine Shaw          | 62,66 m  |
| 3    | Canada     | Caroline Wittrin       | 61,67 m  |
| 4    | Australie  | Karyne Perkins-Dimarco | 60,65 m  |
| 5    | Australie  | Denise Passmore        | 59,10 m  |
| 6    | Maurice    | Caroline Fournier      | 59,02 m  |
| 7    | Angleterre | Lyn Sprules            | 59,01 m  |
| 8    | Canada     | Michelle Fournier      | 57,78 m  |

### 4 × 100 m relais
| Rang | Pays           | Athlètes                                                         | Temps   |
| ---- | -------------- | ---------------------------------------------------------------- | ------- |
| 1    | Angleterre     | Dwain Chambers Marlon Devonish Julian Golding Darren Campbell    | 38 s 20 |
| 2    | Canada         | Bradley McCuaig Glenroy Gilbert O'Brian Gibbons Trevino Betty    | 38 s 46 |
| 3    | Australie      | Gavin Hunter Darryl Wohlsen Steve Brimacombe Matthew Shirvington | 38 s 69 |
| 4    | Pays de Galles | Kevin Williams Douglas Turner Christian Malcolm Jamie Henthorn   | 38 s 73 |
| 5    | Cameroun       | Benjamin Sirimou Serge Bengono Dalle Delor Claude Toukéné        | 39 s 29 |
| 6    | Sierra Leone   | Francis Keita Josephus Thomas (?) Joselyn Thomas Sanusi Turay    | 39 s 79 |
| 7    | Maurice        | Barnabé Jolicœur David Victoire Éric Milazar Stéphane Buckland   | 42 s 70 |
| 8    | Ghana          | Aziz Zakari Eric Nkansah Tanko Braimah Leonard Myles-Mills       | DSQ     |

| Rang | Pays       | Athlètes                                                              | Temps   |
| ---- | ---------- | --------------------------------------------------------------------- | ------- |
| 1    | Australie  | Tania van Heer Lauren Hewitt Nova Peris-Kneebone Sharon Cripps        | 43 s 39 |
| 2    | Jamaïque   | Stacian Brown Juliet Campbell Gillian Russell Brigitte Foster         | 43 s 49 |
| 3    | Angleterre | Maureen Richardson Donna Fraser Simone Jacobs Joice Maduaka           | 43 s 69 |
| 4    | Ghana      | Monica Twum Mavis Akoto Vida Nsiah Veronica Bawuah                    | 43 s 81 |
| 5    | Canada     | Katie Anderson Tara Perry Philomena Mensah Martha Adusei              | 44 s 23 |
| 6    | Cameroun   | Anne-Marie Mouri Mireille Nguimbo Claudine Komgang Leonie Myriam Mani | 45 s 26 |

### 4 × 400 m relais
| Rang | Pays           | Athlètes                                                                  | Performance   |
| ---- | -------------- | ------------------------------------------------------------------------- | ------------- |
| 1    | Jamaïque       | Michael McDonald Roxbert Martin Gregory Haughton Davian Clarke            | 2 min 59 s 03 |
| 2    | Angleterre     | Paul Slythe Solomon Wariso Mark Hylton Mark Richardson                    | 3 min 00 s 82 |
| 3    | Pays de Galles | Paul Gray Jamie Baulch Matthew Elias Iwan Thomas                          | 3 min 01 s 86 |
| 4    | Afrique du Sud | Adriaan Botha Johan Botha Hezekiél Sepeng Arnaud Malherbe                 | 3 min 02 s 21 |
| 5    | Australie      | Michael Hazel Brad Jamieson Casey Vincent Patrick Dwyer                   | 3 min 02 s 96 |
| 6    | Zimbabwe       | Jeffrey Masvanhise Philip Mukomana Savieri Ngidhi Ken Harnden             | 3 min 03 s 02 |
| 7    | Sri Lanka      | Ranga Wimalawansa Rathna Vellasamy Rohan Handunpurage Sugath Thilakaratne | 3 min 04 s 11 |
| 8    | Canada         | Raymond Monte Niemi Shane Alexandre Marchand Don Bruno                    | 3 min 04 s 84 |

| Rang | Pays       | Athlètes                                                                            | Performance   |
| ---- | ---------- | ----------------------------------------------------------------------------------- | ------------- |
| 1    | Australie  | Susan Andrews Tamsyn Lewis Lee Naylor Tania Van Heer-Murphy                         | 3 min 27 s 28 |
| 2    | Angleterre | Michelle Thomas Michelle Pierre Victoria Day Donna Fraser                           | 3 min 29 s 28 |
| 3    | Canada     | Karlene Haughton Diane Cummins LaDonna Antoine-Watkins Foy Williams                 | 3 min 29 s 97 |
| 4    | Jamaïque   | Jacqueline Gayle Keasha Downer Mardrea Hyman Allison Beckford                       | 3 min 34 s 74 |
| 5    | Cameroun   | Claudine Komgang Mireille Nguimbo Stephanie Nicole Zanga Myriam Leonie Mani         | 3 min 35 s 50 |
| 6    | Ouganda    | Grace Birungi Mary Apio Veronica Wabukawo Justine Bayiga                            | 3 min 36 s 33 |
| -    | Malaisie   | Govindasamy Shanti Palaniappan Kuganeswari Soloseeni Krishnan Manimegalay Nadarajah | DNF           |
| -    | Barbade    | Joanne Durant Sherlene Williams Melissa Straker Andrea Blackett                     | DNF           |

### Décathlon/Heptathlon
| Rang | Pays             | Athlète         | Points    |
| ---- | ---------------- | --------------- | --------- |
| 1    | Australie        | Jagan Hames     | 8 490 pts |
| 2    | Australie        | Scott Ferrier   | 8 307 pts |
| 3    | Canada           | Michael Smith   | 8 144 pts |
| 4    | Nouvelle-Zélande | Doug Pirini     | 8 007 pts |
| 5    | Australie        | Peter Banks     | 7 859 pts |
| 6    | Canada           | Mike Nolan      | 7 703 pts |
| 7    | Angleterre       | Du'aine Ladejo  | 7 633 pts |
| 8    | Sainte-Lucie     | Dominic Johnson | 7 587 pts |

| Rang | Pays              | Athlète              | Points    |
| ---- | ----------------- | -------------------- | --------- |
| 1    | Angleterre        | Denise Lewis         | 6 513 pts |
| 2    | Australie         | Jane Jamieson        | 6 354 pts |
| 3    | Nouvelle-Zélande  | Joanne Henry         | 6 096 pts |
| 4    | Canada            | Catherine Bond-Mills | 5 875 pts |
| 5    | Angleterre        | Kerry Jury           | 5 692 pts |
| 6    | Trinité-et-Tobago | Marsha Mark          | 5 529 pts |
| 7    | Écosse            | Pauline Richards     | 5 456 pts |
| 8    | Angleterre        | Clova Court          | 5 421 pts |

### Tableau des médailles
- Pays hôte

| Rang  | Nation         | Or | Argent | Bronze | Total |
| ----- | -------------- | -- | ------ | ------ | ----- |
| 1     | AUS            | 13 | 10     | 11     | 33    |
| 2     | ENG            | 10 | 14     | 9      | 33    |
| 3     | KEN            | 7  | 3      | 3      | 13    |
| 4     | RSA            | 4  | 3      | 4      | 11    |
| 5     | JAM            | 4  | 2      | 0      | 6     |
| 6     | Pays de Galles | 1  | 1      | 2      | 4     |
| 7     | TRI            | 1  | 1      | 1      | 3     |
| 8=    | BAH            | 1  | 1      | 0      | 2     |
| 8=    | MOZ            | 1  | 1      | 0      | 2     |
| 10=   | BAR            | 1  | 0      | 1      | 2     |
| 10=   | NZL            | 1  | 0      | 1      | 2     |
| 12=   | LES            | 1  | 0      | 0      | 1     |
| 12=   | MAS            | 1  | 0      | 0      | 1     |
| 14    | CAN            | 0  | 3      | 7      | 10    |
| 15=   | NAM            | 0  | 1      | 1      | 2     |
| 15=   | TAN            | 0  | 1      | 1      | 2     |
| 15=   | SRI            | 0  | 1      | 1      | 2     |
| 18=   | CMR            | 0  | 1      | 0      | 1     |
| 18=   | CYP            | 0  | 1      | 0      | 1     |
| 18=   | GHA            | 0  | 1      | 0      | 1     |
| 18=   | SCO            | 0  | 1      | 0      | 1     |
| 22    | ZIM            | 0  | 0      | 3      | 3     |
| 23    | MRI            | 0  | 0      | 1      | 1     |
| Total | Total          | 46 | 46     | 46     | 138   |

## Légende
Records et Performances
- AR : Record continental (area record)
- CR : Record des championnats (championship record)
- MR : Record du meeting (meet record)
- NR : Record national (national record)
- OR : Record olympique (olympic record)
- PR : Record paralympique (paralympic record)
- PB : Record personnel (personal best)
- SB : Meilleure performance personnelle de la saison (season's best)
- WL : Meilleure performance mondiale de l'année (world leader)
- WJR : Record du monde junior (world junior record)
- WR : Record du monde (world record)

Circonstances et Conditions
- DNF : N'a pas terminé (did not finish)
- DNS : N'a pas pris le départ (did not start)
- DQ : Disqualification (disqualification)
- NM : Aucun essai valable enregistré (No Mark)
- Q : Qualifié « directement » au prochain tour (ou à la prochaine compétition), lors d'une compétition majeure, grâce au classement ou à la réalisation des minima (automatic qualifier)
- q : Qualifié au prochain tour (ou à la prochaine compétition), lors d'une compétition majeure, grâce au repêchage ou à la réalisation de l'une des meilleures performances parmi celles des « non qualifiés directement » (grâce au meilleur temps ou à la meilleure distance par exemple) (secondary qualifier)